# Tamba pronoa
Tamba pronoa är en fjärilsart som beskrevs av Turner. Tamba pronoa ingår i släktet Tamba och familjen nattflyn. Inga underarter finns listade i Catalogue of Life.